# Automeris maeonia
Automeris maeonia är en fjärilsart som beskrevs av Druce 1897. Automeris maeonia ingår i släktet Automeris och familjen påfågelsspinnare. Inga underarter finns listade i Catalogue of Life.